# Provinciale weg 701
De provinciale weg 701 (N701) is een provinciale weg in de Nederlandse provincie Flevoland tussen Almere en Lelystad. De weg volgt voor het overgrote deel de kustlijn met het IJmeer en het Markermeer. Onderweg loopt de weg langs de Oostvaardersplassen.
De weg begint bij de komgrens van Almere Poort en voert vervolgens over de Oostvaardersdijk langs het IJmeer en het Markermeer. Onderweg passeert de N701 de Zuidersluis. Vervolgens loopt de N701 tussen het Markermeer en de Oostvaardersplassen in. De weg eindigt bij de komgrens van Lelystad, net voor de rotonde richting Lelystad-Haven.
De weg is uitgevoerd als tweestrooks-gebiedsontsluitingsweg met een maximumsnelheid van 80 km/h. Alleen bij de Zuidersluis en het gemaal De Blocq van Kuffeler is de maximumsnelheid 50 km/h. Inhalen is over de gehele lengte van de weg toegestaan. Zowel in de gemeente Almere als in de gemeente Lelystad heet de weg Oostvaardersdijk.
Voor de aanleg van de A6 in de jaren 80 was de (N701) de verbinding naar Amsterdam voor inwoners van Lelystad, Swifterbant, Dronten en de Noordoostpolder zowel voor het particulieren als het openbaar vervoer dat toen nog geheel per bus plaats vond. Een probleem indertijd was de verkeersveiligheid op smalle en windgevoelige Oostvaardersdijk (hedendaagse N701). 
De nummering (N701) staat niet op de wegwijzers vermeld.
N23 · N34 · N224 · N225 · N229 · N233 · N271 · N301 · N302 · N303 · N304 · N305 · N306 · N307 · N308 · N309 · N310 · N311 · N312 · N313 · N314 · N315 · N316 · N317 · N318 · N319 · N320 · N322 · N323 · N324 · N325/A325 · N326/A326 · N327 · N329 · N330 · N331 · N332 · N333 · N334 · N335 · N336 · N337 · N338 · N339 · N340 · N341 · N342 · N343 · N344 · N345 · N346 · N347 · N348/A348 · N349 · N350 · N351 · N352 · N375 · N377

N418 · N701 · N702 · N703 · N704 · N705 · N706 · N707 · N708 · N709 · N710 · N711 · N712 · N713 · N714 · N715 · N716 · N717 · N718 · N719 · N720 · N727 · N731 · N732 · N733 · N734 · N735 · N736 · N737 · N738 · N739 · N740 · N741 · N742 · N743 · N744 · N745 · N746 · N747 · N748 · N749 · N750 · N751 · N752 · N753 · N754 · N755 · N756 · N757 · N758 · N759 · N760 · N761 · N762 · N763 · N764 · N765 · N766 · N768 · N781 · N782 · N783 · N784 · N785 · N786 · N787 · N788 · N789 · N790 · N791 · N792 · N793 · N794 · N795 · N796 · N797 · N798 · N800 · N801 · N802 · N803 · N804 · N805 · N806 · N810 · N811 · N812 · N813 · N814 · N815 · N816 · N817 · N818 · N819 · N820 · N821 · N822 · N823 · N824 · N825 · N826 · N827 · N830 · N831 · N832 · N833 · N834 · N835 · N836 · N837 · N838 · N839 · N840 · N841 · N842 · N843 · N844 · N845 · N846 · N847 · N848 · N852 · N855

Cursief vermelde wegen zijn voormalige provinciale wegen.